# 10607 Amandahatton
10607 Amandahatton este un asteroid din centura principală de asteroizi.

## Descriere
10607 Amandahatton este un asteroid din centura principală de asteroizi. A fost descoperit pe 13 noiembrie 1996 la Prescott de Paul G. Comba. Asteroidul prezintă o orbită caracterizată de o semiaxă mare de 2,65 ua, o excentricitate de 0,19 și o înclinație de 13,8° în raport cu ecliptica.